# Diana (New York)
Pour les articles homonymes, voir Diana.
Diana est une ville située dans le comté de Lewis, dans l'État de New York, aux États-Unis,. En 2010, elle comptait une population de 1 709 habitants.

## Démographie
Lors du recensement de 2010, la ville comptait une population de 1 709 habitants. Elle est estimée, en 2016, à 1 704 habitants.